# Billy MacKenzie

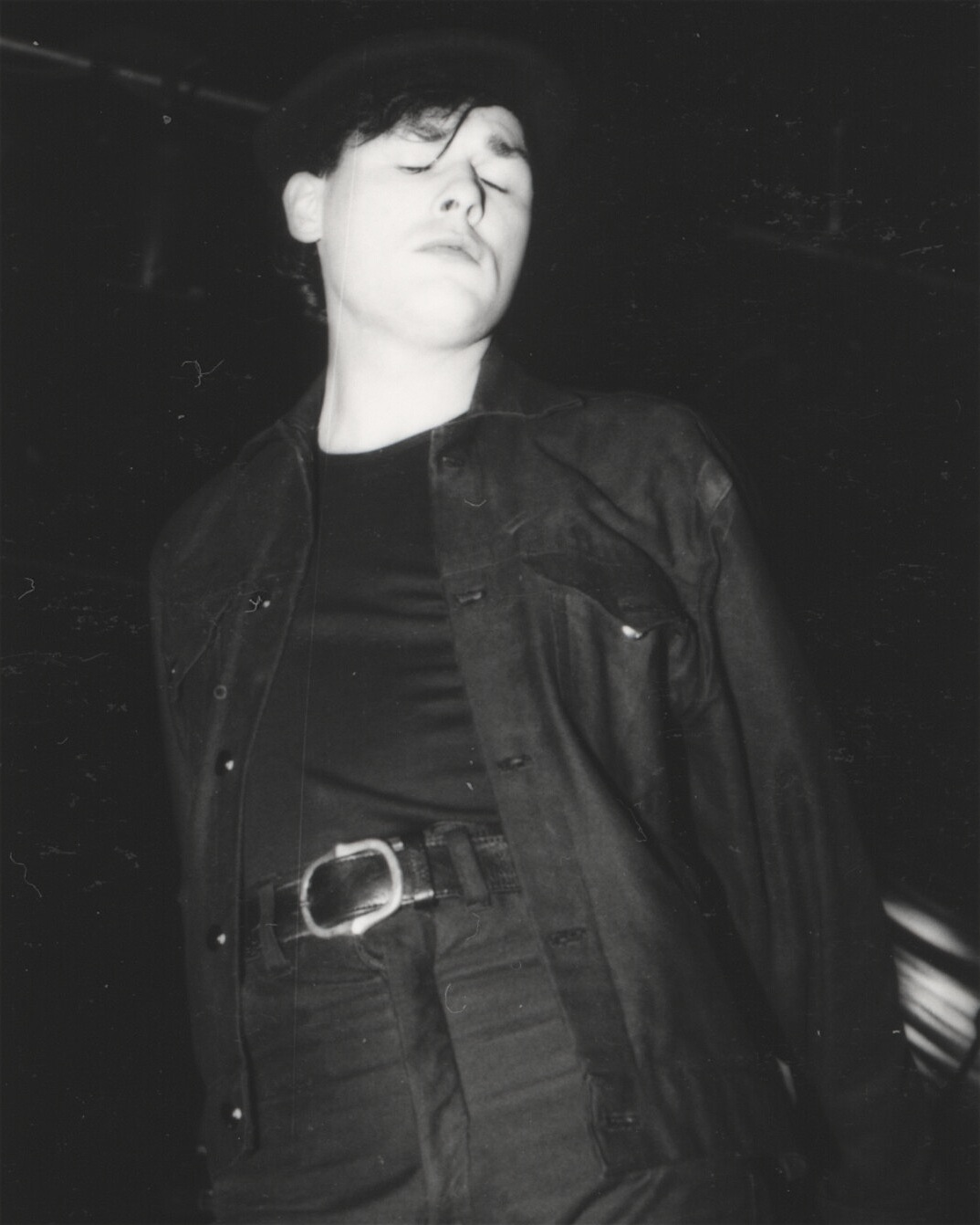
Billy Mackenzie 1985 im Dundee University Student Union

William MacArthur „Billy“ MacKenzie (in einigen Quellen auch Billy Mackenzie; * 27. März 1957 in Dundee, Schottland; † 22. Januar 1997 in Auchterhouse, Schottland) war ein schottischer Sänger mit einer auffällig hohen Tenorstimme. Bekannt wurde er als Mitglied der Band The Associates und als Gastsänger für Yello, B.E.F. und andere Künstler. Am 22. Januar 1997 starb MacKenzie im Alter von 39 Jahren an einer Überdosis verschreibungspflichtiger Medikamente.

## Leben und Werk
Billy MacKenzie wuchs in der schottischen Stadt Dundee auf. 1976 lernte er den Gitarristen Alan Rankine kennen. Aus deren musikalischer Zusammenarbeit resultierte im Jahr 1979 die erste Single unter dem Bandnamen Associates, eine Coverversion von David Bowies Top-10-Hit Boys Keep Swinging. Es folgten weitere Singles und zwei Studioalben der Band, bevor 1982 mit der Single Party Fears Two endgültig der Durchbruch gelang und mit Sulk das kommerziell erfolgreichste Album veröffentlicht wurde. Auf dem Höhepunkt ihres Erfolges verließ Rankine die Band, noch vor der Sulk-Tour. MacKenzie schrieb bis 1990 weiter Lieder für die Associates, woraus einige weitere Alben und zunächst unveröffentlichte Werke resultierten. Weiterhin betätigte er sich als Gastsänger, unter anderem von 1987 bis 1992 für die Schweizer Band Yello.
1992 veröffentlichte MacKenzie sein erstes Solo-Album namens Outernational. 1993 arbeitete er wieder mit Rankine zusammen und es gab Gerüchte, die Associates würden sich wiedervereinigen. Aber als Rankine und die Plattenfirma von MacKenzie die Aufgabe seiner anderen musikalischen Projekte verlangte, sagte dieser ab. Stattdessen arbeitete er mit seinem neuen Partner Steve Aungle weiter, ohne jedoch an seine alten Erfolge anschließen zu können. 1995 war MacKenzie praktisch bankrott. Er unterschrieb bei Nude Records einen Vertrag für ein zweites Solo-Album. Bevor dieses fertiggestellt werden konnte, nahm sich MacKenzie, der nach dem Tode seiner Mutter vermehrt unter Depressionen litt, das Leben. Das Album wurde mithilfe von Simon Raymonde (Cocteau Twins) vollendet und 1997 posthum unter dem Namen Beyond The Sun herausgebracht.
MacKenzies Freund Paul Haig (Josef K) veröffentlichte 1999 ein Album ihrer gemeinsamer Werke aus den zurückliegenden Jahren unter dem Namen Haig/MacKenzie: Memory Place. Das 2001 erschienene Album Eurocentric ist eine Zusammenstellung der Aufnahmen MacKenzies von 1992 bis 1996 mit Steve Aungle. Zusammen mit anderen zuvor unveröffentlichten Werken erschienen 2004 zwei weitere Kompilationen auf den Alben Transmission Impossible und Auchtermatic .

## Nachruf
The Cure widmete MacKenzie 2001 einen Song mit dem Titel Cut here, der im gleichen Jahr als Single sowie als Bestandteil des Best-of-Albums Greatest Hits veröffentlicht wurde. Frontmann Robert Smith arbeitete darin die letzte Begegnung mit seinem ehemaligen Freund auf.

## Diskografie

### Soloalben
- 1992: Outernational (Circa; 2006 wiederveröffentlicht mit 3 Bonustracks, 2013 mit 4 Bonustracks auf Cherry Red)
- 1997: Beyond The Sun (Nude)
- 1999 mit Paul Haig: Memory Palace[3] (Rhythm Of Life; 2005 wiederveröffentlicht mit 4 Bonustracks auf One Little Indian)
- 2001 mit Steve Aungle: Eurocentric (Rhythm Of Life)
- 2004: Auchtermatic (One Little Indian; Kompilation mit zuvor unveröffentlichten Werken)
- 2004: Transmission Impossible (One Little Indian; Kompilation mit zuvor unveröffentlichten Werken)

### Als Gastsänger
Aufgeführt sind hier nur Mitwirkungen als Hauptsänger bei ausgewählten, bekannten Künstlern. Er arbeitete bei vielen weiteren Werken mit, auch als Hintergrundsänger und Texter.
- 1982: B.E.F. – Music of Quality & Distinction Volume 1 in Secret Life Of Arabia und It's Over
- 1987: Yello – One Second in Moon On Ice 1
- 1987: Yello – limitierte Auflage der Maxi-Single The Rhythm Divine 1 (im Original mit Shirley Bassey)
- 1991: Yello – Baby in Capri Calling
- 1991: B.E.F. – Music of Quality & Distinction Volume 2 in Free
- 1997: Apollo Four Forty – Electro Glide in Blue in Pain In Any Language 1

1 Text geschrieben von Billy MacKenzie